# Miki Roqué
Miquel Roqué Farrero, conosciuto anche come Miki Roqué (Tremp, 8 luglio 1988 – Barcellona, 24 giugno 2012), è stato un calciatore spagnolo, di ruolo difensore.

## Carriera
A 17 anni si trasferì al Liverpool, sotto la guida di Rafa Benitez. Fece il suo debutto in prima squadra il 5 dicembre 2006 nella partita di Champions League 2006-2007 dove subentrò a Xabi Alonso, partita in cui la sua squadra perse per 3-2.
Nel 2007 andò in prestito all'Oldham Athletic in League One, facendo 4 apparizioni in campionato. Nei due anni successivi giocò nel suo paese: nel 2007-2008 è apparso una volta con la maglia dello Xerez. Nella stagione seguente è stato utilizzato molto di più dal Cartagena, aiutando il club a ottenere la promozione.
Il 16 giugno 2009 il Liverpool lascia partire Roqué, dopo quattro anni. Torna in Spagna e si unisce al Real Betis B. La stagione successiva inizia a giocare anche in prima squadra.

### La malattia
Dopo esser stato sottoposto ad esami di routine a causa di problemi alla schiena, a Roqué è stato diagnosticato un tumore pelvico. Il club ha cercato di aiutare il giocatore a raccogliere fondi, dando alcuni suoi oggetti in vendita.
Dopo circa un anno dal riscontro, muore di cancro a 23 anni, il 24 giugno 2012.

## Statistiche

### Presenze e reti nei club
| Stagione        | Squadra         | Campionato      | Campionato | Campionato | Coppe nazionali | Coppe nazionali | Coppe nazionali | Coppe continentali | Coppe continentali | Coppe continentali | Altre coppe | Altre coppe | Altre coppe | Totale | Totale |
| Stagione        | Squadra         | Comp            | Pres       | Reti       | Comp            | Pres            | Reti            | Comp               | Pres               | Reti               | Comp        | Pres        | Reti        | Pres   | Reti   |
| --------------- | --------------- | --------------- | ---------- | ---------- | --------------- | --------------- | --------------- | ------------------ | ------------------ | ------------------ | ----------- | ----------- | ----------- | ------ | ------ |
| 2005-2006       | Liverpool       | PL              | 0          | 0          | FaCup           | 0               | 0               | UCL                | 1                  | 0                  | -           | -           | -           | 1      | 0      |
| 2007            | Oldham Athletic | FL1             | 4          | 0          | FaCup           | 0               | 0               | -                  | -                  | -                  | -           | -           | -           | 4      | 0      |
| 2007-2008       | Xerez           | SD              | 1          | 0          | CR              | 0               | 0               | -                  | -                  | -                  | -           | -           | -           | 1      | 0      |
| 2008-2009       | Cartagena       | TD              | 30         | 3          | CR              | 0               | 0               | -                  | -                  | -                  | -           | -           | -           | 30     | 3      |
| 2009–2010       | Real Betis B    | SDB             | 25         | 1          | CR              | 0               | 0               | -                  | -                  | -                  | -           | -           | -           | 25     | 1      |
| 2010–2011       | Real Betis      | SD              | 13         | 2          | CR              | 2               | 0               | -                  | -                  | -                  | -           | -           | -           | 15     | 2      |
| 2011-2012       | Real Betis B    | SD              | 6          | 0          | CR              | 0               | 0               | -                  | -                  | -                  | -           | -           | -           | 6      | 0      |
| Totale carriera | Totale carriera | Totale carriera | 79         | 6          |                 | 2               | 0               |                    | 1                  | 0                  |             | -           | -           | 82     | 6      |

## Palmarès

### Club

#### Competizioni giovanili
- FA Youth Cup: 1

Liverpool: 2005-2006